# Chair de femmes pour chats affamés
Pour plus de détails, voir Fiche technique et Distribution.
Chair de femmes pour chats affamés (La noche de los mil gatos) est un film d'épouvante fantastique mexicain réalisé par René Cardona Jr. et sorti en 1972.

## Synopsis
Un tueur en série (Hugo Stiglitz) séduit de belles femmes sous de faux prétextes[pas clair] et les invite dans son ranch/château pour les tuer de manière horrible. Il utilise la chair des femmes pour nourrir un grand nombre de chats qu'il garde dans un puits, et conserve leurs têtes comme trophées dans des bocaux en verre. Cependant, une femme courageuse qu'il tente de tuer parvient à s'échapper. Il la poursuit mais se blesse légèrement au visage en se battant avec elle. De plus, les chats s'échappent de la fosse par un trou dans une clôture (après que la femme lui a lancé une lance mais l'a manqué) et, sentant la blessure, attaquent et dévorent Stiglitz. Enfin, la femme réussit à s'échapper dans sa voiture, indemne.

## Fiche technique
- Titre original espagnol : La noche de los mil gatos[1]
- Titre français : Chair de femmes pour chats affamés ou Les chats tuent la nuit ou La Nuit des mille chats ou Les Griffes du démon ou Cats[2]
- Réalisateur : René Cardona Jr.
- Scénario : René Cardona Jr.
- Photographie : Alex Phillips
- Montage : Alfredo Rosas Priego
- Musique : Raúl Lavista
- Maquillage : Rosa Guerrero
- Production : René Cardona Jr., Mario Zacarias
- Société de production : Avant Films
- Pays de production :  Mexique
- Langue de tournage : espagnol
- Format : Couleur - 2,35:1 - Son mono - 35 mm
- Durée : 93 minutes
- Genre : Film d'épouvante fantastique
- Dates de sortie :
  - Mexique : 3 août 1972
  - France : 15 septembre 1976[2]

## Distribution
- Anjanette Comer : Cathy
- Zulma Faiad : la danseuse
- Hugo Stiglitz : Hugo
- Christa Linder : Christa
- Tere Velázquez : Celle qui fait du tir au pigeons
- Barbara Angely (es) : Barbara
- Gerardo Zepeda : Dorgo
- Jorge Russek : Marit